# Capi di governo della Polonia
I capi di governo della Polonia si sono avvicendati a partire dal 1917, col titolo di:
- presidente dei ministri (Prezydent Ministrów), fino al 1921, quando entrò in vigore la Costituzione di marzo;
- presidente del Consiglio dei ministri (Prezes Rady Ministrów) dal 1921 in poi.

## Lista

### Regno di Polonia
| Presidente | Presidente            | Mandato          | Mandato          | Capo di Stato         |
| Presidente | Presidente            | Inizio           | Fine             | Capo di Stato         |
| ---------- | --------------------- | ---------------- | ---------------- | --------------------- |
|            | Jan Kucharzewski      | 26 novembre 1917 | 27 febbraio 1918 | Consiglio di Reggenza |
|            | Antoni Ponikowski     | 27 febbraio 1918 | 4 aprile 1918    | Consiglio di Reggenza |
|            | Jan Kanty Steczkowski | 4 aprile 1918    | 2 ottobre 1918   | Consiglio di Reggenza |
|            | Jan Kucharzewski      | 2 ottobre 1918   | 9 ottobre 1918   | Consiglio di Reggenza |
|            | Józef Świeżyński      | 23 ottobre 1918  | 3 novembre 1918  | Consiglio di Reggenza |
|            | Władysław Wróblewski  | 3 novembre 1918  | 7 novembre 1918  | Consiglio di Reggenza |

### Repubblica Popolare di Polonia
| Presidente | Presidente       | Mandato         | Mandato          | Capo di Stato   |
| Presidente | Presidente       | Inizio          | Fine             | Capo di Stato   |
| ---------- | ---------------- | --------------- | ---------------- | --------------- |
|            | Ignacy Daszyński | 7 novembre 1918 | 17 novembre 1918 | Józef Piłsudski |

### Seconda Repubblica di Polonia
| Presidente              | Presidente                   | Mandato           | Mandato           | Capo di Stato           |
| Presidente              | Presidente                   | Inizio            | Fine              | Capo di Stato           |
| ----------------------- | ---------------------------- | ----------------- | ----------------- | ----------------------- |
|                         | Jędrzej Moraczewski          | 18 novembre 1918  | 16 gennaio 1919   | Józef Piłsudski         |
|                         | Ignacy Jan Paderewski        | 18 gennaio 1919   | 27 novembre 1919  | Józef Piłsudski         |
|                         | Leopold Skulski              | 13 dicembre 1919  | 9 giugno 1920     | Józef Piłsudski         |
|                         | Władysław Grabski            | 27 giugno 1920    | 24 luglio 1920    | Józef Piłsudski         |
|                         | Wincenty Witos               | 24 luglio 1920    | 13 settembre 1921 | Józef Piłsudski         |
|                         | Antoni Ponikowski            | 19 settembre 1921 | 10 marzo 1922     | Józef Piłsudski         |
|                         | Antoni Ponikowski            | 10 marzo 1922     | 6 giugno 1922     | Józef Piłsudski         |
|                         | Artur Śliwiński              | 28 giugno 1922    | 7 luglio 1922     | Józef Piłsudski         |
|                         | Julian Nowak                 | 31 luglio 1922    | 14 dicembre 1922  | Józef Piłsudski         |
| Gabriel Narutowicz      | Julian Nowak                 | 31 luglio 1922    | 14 dicembre 1922  |                         |
|                         | Władysław Sikorski           | 16 dicembre 1922  | 26 maggio 1923    | Maciej Rataj Ad interim |
| Stanisław Wojciechowski | Władysław Sikorski           | 16 dicembre 1922  | 26 maggio 1923    |                         |
|                         | Wincenty Witos               | 28 maggio 1923    | 14 dicembre 1923  |                         |
|                         | Władysław Grabski            | 19 dicembre 1923  | 14 novembre 1925  |                         |
|                         | Aleksander Skrzyński         | 20 novembre 1925  | 5 maggio 1926     |                         |
|                         | Wincenty Witos               | 10 maggio 1926    | 14 maggio 1926    |                         |
|                         | Kazimierz Bartel             | 15 maggio 1926    | 30 settembre 1926 | Maciej Rataj Ad interim |
| Ignacy Mościcki         | Kazimierz Bartel             | 15 maggio 1926    | 30 settembre 1926 |                         |
|                         | Józef Piłsudski              | 2 ottobre 1926    | 27 giugno 1928    |                         |
|                         | Kazimierz Bartel             | 27 giugno 1928    | 13 aprile 1929    |                         |
|                         | Kazimierz Świtalski          | 14 aprile 1929    | 7 dicembre 1929   |                         |
|                         | Kazimierz Bartel             | 29 dicembre 1929  | 15 marzo 1930     |                         |
|                         | Walery Sławek                | 29 marzo 1930     | 23 agosto 1930    |                         |
|                         | Józef Piłsudski              | 25 agosto 1930    | 4 dicembre 1930   |                         |
|                         | Walery Sławek                | 4 dicembre 1930   | 26 maggio 1931    |                         |
|                         | Aleksander Prystor           | 27 maggio 1931    | 9 maggio 1933     |                         |
|                         | Janusz Jędrzejewicz          | 10 maggio 1933    | 13 maggio 1934    |                         |
|                         | Leon Kozłowski               | 15 maggio 1934    | 28 marzo 1935     |                         |
|                         | Walery Sławek                | 28 marzo 1935     | 12 ottobre 1935   |                         |
|                         | Marian Zyndram-Kościałkowski | 13 ottobre 1935   | 15 maggio 1936    |                         |
|                         | Felicjan Sławoj Składkowski  | 15 maggio 1936    | 30 settembre 1939 |                         |

### Repubblica Popolare di Polonia (1944-1989)
| Presidente | Presidente             | Mandato           | Mandato           |
| Presidente | Presidente             | Inizio            | Fine              |
| ---------- | ---------------------- | ----------------- | ----------------- |
|            | Edward Osóbka-Morawski | 31 dicembre 1944  | 5 febbraio 1947   |
|            | Józef Cyrankiewicz     | 5 febbraio 1947   | 20 novembre 1952  |
|            | Bolesław Bierut        | 20 novembre 1952  | 18 marzo 1954     |
|            | Józef Cyrankiewicz     | 18 marzo 1954     | 23 dicembre 1970  |
|            | Piotr Jaroszewicz      | 23 dicembre 1970  | 18 febbraio 1980  |
|            | Edward Babiuch         | 18 febbraio 1980  | 24 agosto 1980    |
|            | Józef Pińkowski        | 24 agosto 1980    | 11 febbraio 1981  |
|            | Wojciech Jaruzelski    | 11 febbraio 1981  | 6 novembre 1985   |
|            | Zbigniew Messner       | 6 novembre 1985   | 27 settembre 1988 |
|            | Mieczysław Rakowski    | 27 settembre 1988 | 1º agosto 1989    |
|            | Czesław Kiszczak       | 2 agosto 1989     | 24 agosto 1989    |

### Governi in esilio (1939-1990)
| Presidente | Presidente            | Mandato           | Mandato           | Capo di Stato         |
| Presidente | Presidente            | Inizio            | Fine              | Capo di Stato         |
| ---------- | --------------------- | ----------------- | ----------------- | --------------------- |
|            | Władysław Sikorski    | 30 settembre 1939 | 4 luglio 1943     | Władysław Raczkiewicz |
|            | Stanisław Mikołajczyk | 14 luglio 1943    | 24 novembre 1944  | Władysław Raczkiewicz |
|            | Tomasz Arciszewski    | 29 novembre 1944  | 2 luglio 1947     | Władysław Raczkiewicz |
|            | Tadeusz Komorowski    | 2 luglio 1947     | 10 febbraio 1949  |                       |
|            | Tadeusz Tomaszewski   | 7 aprile 1949     | 25 settembre 1950 |                       |
|            | Roman Odzierzyński    | 25 settembre 1950 | 8 dicembre 1953   |                       |
|            | Jerzy Hryniewski      | 18 gennaio 1954   | 13 maggio 1954    |                       |
|            | Stanisław Mackiewicz  | 8 giugno 1954     | 21 giugno 1955    |                       |
|            | Hugon Hanke           | 8 agosto 1955     | 10 settembre 1955 |                       |
|            | Antoni Pająk          | 10 settembre 1955 | 14 giugno 1965    |                       |
|            | Aleksander Zawisza    | 25 giugno 1965    | 9 giugno 1970     |                       |
|            | Zygmunt Muchniewski   | 20 luglio 1970    | 13 luglio 1972    |                       |
|            | Alfred Urbański       | 18 luglio 1972    | 15 luglio 1976    |                       |
|            | Kazimierz Sabbat      | 5 agosto 1976     | 8 aprile 1986     |                       |
|            | Edward Szczepanik     | 8 aprile 1986     | 22 dicembre 1990  |                       |

### Repubblica di Polonia
| Presidente del Consiglio           | Presidente del Consiglio | Presidente del Consiglio | Partito                                   | Governo           | Mandato          | Mandato                          | Elezione          | Capo di Stato                   |
| Presidente del Consiglio           | Presidente del Consiglio | Presidente del Consiglio | Partito                                   | Governo           | Inizio           | Fine                             | Elezione          | Capo di Stato                   |
| ---------------------------------- | ------------------------ | ------------------------ | ----------------------------------------- | ----------------- | ---------------- | -------------------------------- | ----------------- | ------------------------------- |
|                                    |                          | Tadeusz Mazowiecki       | Solidarność                               | Mazowiecki        | 24 agosto 1989   | 4 gennaio 1991                   | 1989              | Wojciech Jaruzelski (1989–1990) |
| Lech Wałęsa (1990–1995)            |                          | Tadeusz Mazowiecki       | Solidarność                               | Mazowiecki        | 24 agosto 1989   | 4 gennaio 1991                   | 1989              |                                 |
|                                    |                          | Jan Bielecki             | Solidarność                               | Bielecki          | 4 gennaio 1991   | 6 dicembre 1991                  | 1989              |                                 |
|                                    |                          | Jan Olszewski            | Accordo di Centro                         | Olszewski         | 6 dicembre 1991  | 5 giugno 1992                    | 1991              |                                 |
|                                    |                          | Waldemar Pawlak          | Partito Popolare Polacco                  | Pawlak I          | 5 giugno 1992    | 10 luglio 1992                   | 1991              |                                 |
|                                    |                          | Hanna Suchocka           | Unione Democratica                        | Suchocka          | 11 luglio 1992   | 25 ottobre 1993                  | 1991              |                                 |
|                                    |                          | Waldemar Pawlak          | Partito Popolare Polacco                  | Pawlak II         | 26 ottobre 1993  | 6 marzo 1995                     | 1993              |                                 |
|                                    |                          | Józef Oleksy             | Socialdemocrazia della Repubblica Polacca | Oleksy            | 7 marzo 1995     | 7 febbraio 1996                  | 1993              |                                 |
| Aleksander Kwaśniewski (1995–2005) |                          | Józef Oleksy             | Socialdemocrazia della Repubblica Polacca | Oleksy            | 7 marzo 1995     | 7 febbraio 1996                  | 1993              |                                 |
|                                    |                          | Włodzimierz Cimoszewicz  | Socialdemocrazia della Repubblica Polacca | Cimoszewicz       | 7 febbraio 1996  | 31 ottobre 1997                  | 1993              |                                 |
|                                    |                          | Jerzy Buzek              | Solidarność                               | Buzek             | 31 ottobre 1997  | 19 ottobre 2001                  | 1997              |                                 |
|                                    |                          | Leszek Miller            | Alleanza della Sinistra Democratica       | Miller            | 19 ottobre 2001  | 2 maggio 2004                    | 2001              |                                 |
|                                    |                          | Marek Belka              | Alleanza della Sinistra Democratica       | Belka             | 2 maggio 2004    | 31 ottobre 2005                  | 2001              |                                 |
|                                    |                          | Kazimierz Marcinkiewicz  | Diritto e Giustizia                       | Marcinkiewicz     | 31 ottobre 2005  | 14 luglio 2006                   | 2005              | Lech Kaczyński (2005–2010)      |
|                                    |                          | Jarosław Kaczyński       | Diritto e Giustizia                       | Kaczyński         | 14 luglio 2006   | 16 novembre 2007                 | 2005              | Lech Kaczyński (2005–2010)      |
|                                    |                          | Donald Tusk              | Piattaforma Civica                        | Tusk I            | 16 novembre 2007 | 18 novembre 2011                 | 2007              | Lech Kaczyński (2005–2010)      |
| Tusk II                            | 18 novembre 2011         | Donald Tusk              | Piattaforma Civica                        | 22 settembre 2014 | 2011             | Bronisław Komorowski (2010–2015) |                   |                                 |
|                                    |                          | Ewa Kopacz               | Piattaforma Civica                        | Kopacz            | 2011             | Bronisław Komorowski (2010–2015) | 22 settembre 2014 | 16 novembre 2015                |
|                                    |                          | Beata Szydło             | Diritto e Giustizia                       | Szydło            | 16 novembre 2015 | 11 dicembre 2017                 | 2015              | Andrzej Duda (dal 2015)         |
|                                    |                          | Mateusz Morawiecki       | Diritto e Giustizia                       | Morawiecki I      | 11 dicembre 2017 | 15 novembre 2019                 | 2015              | Andrzej Duda (dal 2015)         |
| Morawiecki II                      | 15 novembre 2019         | Mateusz Morawiecki       | Diritto e Giustizia                       | 27 novembre 2023  | 2019             |                                  |                   | Andrzej Duda (dal 2015)         |
| Morawiecki III                     | 27 novembre 2023         | Mateusz Morawiecki       | Diritto e Giustizia                       | 13 dicembre 2023  | 2023             |                                  |                   | Andrzej Duda (dal 2015)         |
|                                    |                          | Donald Tusk              | Piattaforma Civica                        | Tusk III          | 2023             | 13 dicembre 2023                 | in carica         | Andrzej Duda (dal 2015)         |